# Bulbine fallax
Bulbine fallax är en grästrädsväxtart som beskrevs av Karl von Poellnitz. Bulbine fallax ingår i släktet bulbiner, och familjen grästrädsväxter. Inga underarter finns listade i Catalogue of Life.